# Cantonul Châteaulin
Cantonul Châteaulin este un canton din arondismentul Châteaulin, departamentul Finistère, regiunea Bretania, Franța.

## Comune
- Cast
- Châteaulin (reședință)
- Dinéault
- Kerlaz
- Locronan
- Ploéven
- Plomodiern
- Plonévez-Porzay
- Port-Launay
- Quéménéven
- Saint-Coulitz
- Saint-Nic
- Saint-Ségal
- Trégarvan